# Palla valenciana

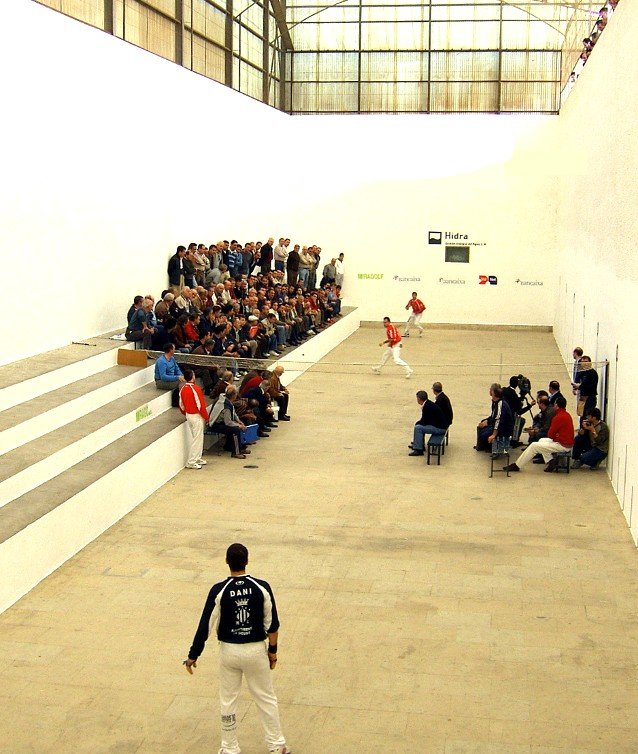
Partita di escala i corda

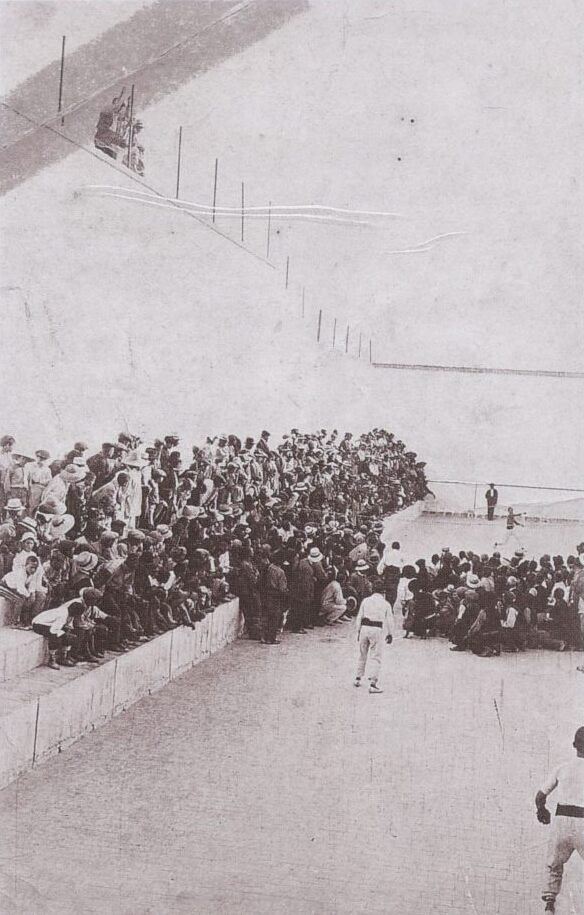
Una partita nel 1925

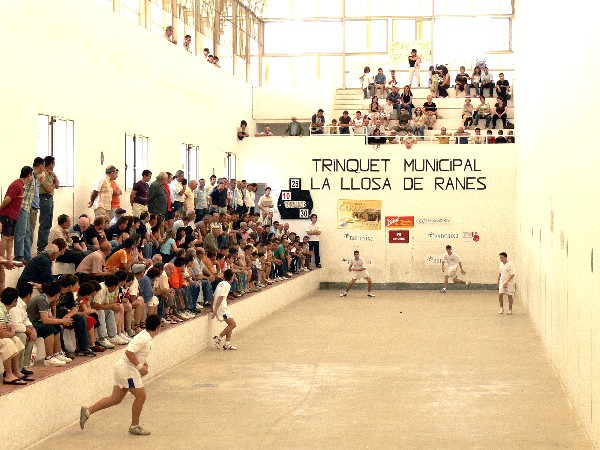
Partita di raspall

La palla valenciana o pilota valenciana in valenciano o pelota valenciana in lingua castigliana è lo sport sferistico tradizionale della Comunità Valenciana che poi s'è diffuso dentro e fuori dai confini nazionali spagnoli, considerando anche che gli emigrati lo hanno praticato specialmente in Sudamerica. Le specialità di questa disciplina son praticate da professionisti che disputano tornei e campionati mondiali. La pilota fu sport dimostrativo durante la XXV Olimpiade organizzata a Barcellona nel 1992.

## Storia
Specialità simili a quelle della pilota valenciana erano praticate dagli antichi greci che poi le tramandarono agli antichi romani. All'epoca dell'impero romano era molto praticato un gioco simile all'attuale specialità definita llargues. Nel territorio dell'attuale Spagna, la pelota fu inizialmente praticata da nobili e successivamente divenne popolare tra persone di ogni ceto sociale. Molti appassionati giocavano sulle pubbliche piazze e strade, come accade tuttora, quindi durante le gare capitava che bestemmiassero spesso anche perché si scommettevano somme in denaro, tradizione attualmente consolidata, dunque il 14 giugno 1391 il consiglio generale della città di Valencia decretò la messa al bando del gioco della pelota praticato su pubbliche piazze poiché provocava la blasfemia ma questa decisione indusse alla costruzione di nuovi sferisteri, già numerosi e chiamati trinquet in valenciano, dov'era consentito giocare: il risultato fu che in quel periodo a Valencia gli sferisteri diventarono 13. Attualmente (2007) a Valencia solo gli sferisteri dove giocano professionisti sono 16, oltre quelli di scuole e associazioni, ma altri sono in costruzione per accogliere il pubblico sempre più numeroso considerando anche che tanti turisti stranieri vogliono assistere alle partite dei campioni.

## Varietà di gioco
Le varietà di gioco sono accomunate dalla regola che impone di colpire la palla con una sola mano nuda o fasciata, ma differiscono tra loro per dimensioni di campo e palla nonché si distinguono in giochi diretti e giochi indiretti. Le principali varietà sono:
- giochi indiretti
  - Frontón
  - Frare
- giochi diretti
  - Escala i corda
  - Raspall
  - Galotxa
  - Galotxetes
  - Llargues

Le specialità frontón e frare sono giochi indiretti poiché la palla dev'esser lanciata contro un muro frontale per rendere difficile la risposta dell'avversario o avversari, come nel regolamento di pallamuro; le altre specialità, giocate in trinquet e su strade, sono giochi diretti poiché gli avversari giocano uno di fronte all'altro divisi da una rete o linea tracciata sul campo. I professionisti si dedicano quasi esclusivamente alle varianti escala i corda e raspall: in queste varianti si esibiscono i campioni più celebrati e i loro incontri sono trasmessi da televisioni in diverse nazioni.